# Harruckern János György
Harruckern János György  báró (németül Johann Georg Freiherr von Harruckern) (Schenkenfelden, 1664. március 25. – Bécs, 1742. április 28.) osztrák származású (Felső-Ausztria) (Oberösterreich) magyar nagybirtokos.

## Életpályája
Apja, Harruckern György (1632–1692) takácsmester volt, édesanyja pedig Schlöger Erzsébet. Iskoláit Steyrben és Linzben végezte. Először 1689-ben az alsó-ausztriai udvari kamarai számvevőségnél vállalt hivatalt, mint számtiszt (Kommissar). Hamarosan (1695) a főhadbiztossághoz került, ahol a hadsereg élelmezési biztosa lett (Versorgungsobmann). A hadseregnél végrehajtott élelmezési reformja jelentős megtakarításokat eredményezett az udvarnak, mely elismeréséül III. Károly magyar királytól  1710-ben előbb udvari kamarai tanácsosi tisztséget (Hofkammerrat), majd később lovagi (1718, Reichsritter) és bárói címet (1729, Baron) kapott. Ezzel járt a kincstárra visszaáramlott, gazdátlanná vált javak juttatása is Békés vármegye, Csongrád vármegye  és Zaránd vármegye területén. Többek között az ő tulajdonába került a gyulai vár is. 1729-től haláláig (1742) főispán (Obergespann) volt Békés vármegyében.
Szervezői tehetségének, pénzügyi és gazdaságpolitikai ismereteinek segítségével látott tervei megvalósításához: új falvakat létesített, fellendítette az ipart és a kereskedelmet. Első és legfontosabb alkotása a betelepítések keresztülvitele volt. A Nógrád, Gömör, Hont, Zólyom és Pest vármegyéből telepített szlovák jobbágyokat, valamint a Németországból érkező telepeseket jelentős kedvezményekben részesítette: az egyházi tizedet megvette és örökre nekik ajándékozta, a földesúri járadékot időre szóló szerződésben állapította meg. Humánus bánásmódjának hamar híre terjedt, így a betelepülők seregestül igyekeztek uradalmaiba. A földeket művelés alá vette, szőlőskerteket létesített, beindította az állattenyésztést.

### Családja
Harruckern báró kétszer nősült. Első felesége Fellner Anna, második neje pedig Vorstern Anna Mária volt. Gyermekei második nejétől:
- Ferenc Domonkos (1696–1775) nagybirtokos, Békés vármegye főispánja; 1. neje: Mayer Anna, 2. neje: báró Prandau Mária; 3. neje: Dirling Mária
- Franciska; 1. férje: Mayer János; 2. férje: báró Pechmann Lajos
- Johanna; férje: Gruber János
- József (?–1741); neje: Hoche Jozefa
- Mária Cecília; férje: Wenckheim János

## Emlékezete
Szentesen 1906 és 1942 között a mai Ady Endre utca viselte a nevét.
Békéscsabán 1910-től 1962-ig, majd 1992-től utca őrzi emlékét. 1993-ban a Városháza földszinti folyosóján emléktáblát avattak tiszteletére.
Gyulai székhellyel közoktatási intézményt neveztek el róla 2007-ben, de a gyulai Harruckern tér is az ő illetve a családja tiszteletére kapta a nevét.
Szentesen 2008. április 18-án a Városszépítő Egyesület bronz portrészobrot állított az emlékére. A csongrádi Máté István és Lantos Györgyi művészházaspár alkotása.

## Képgaléria

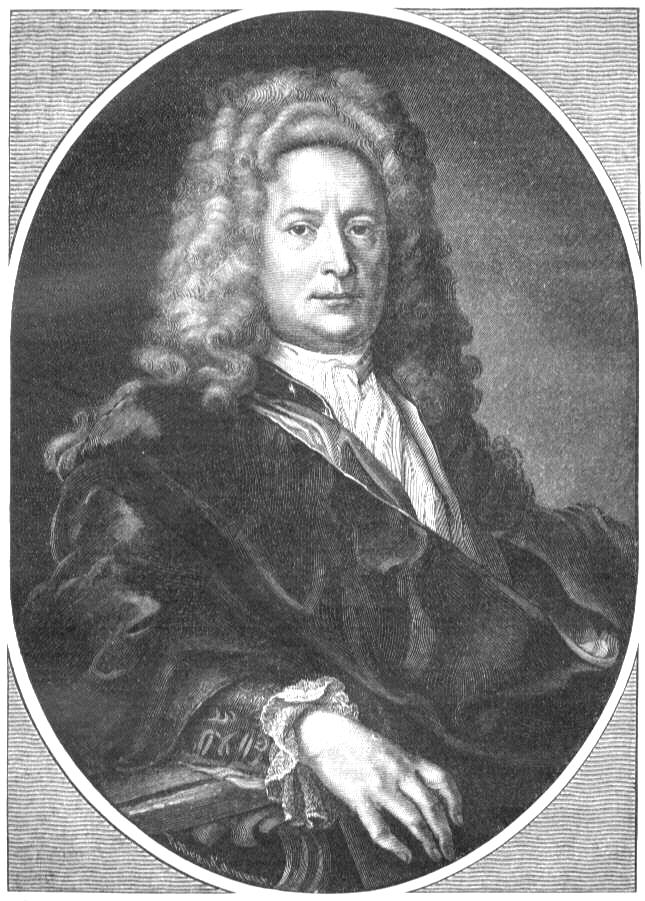
Báró Harruckern János György portréja
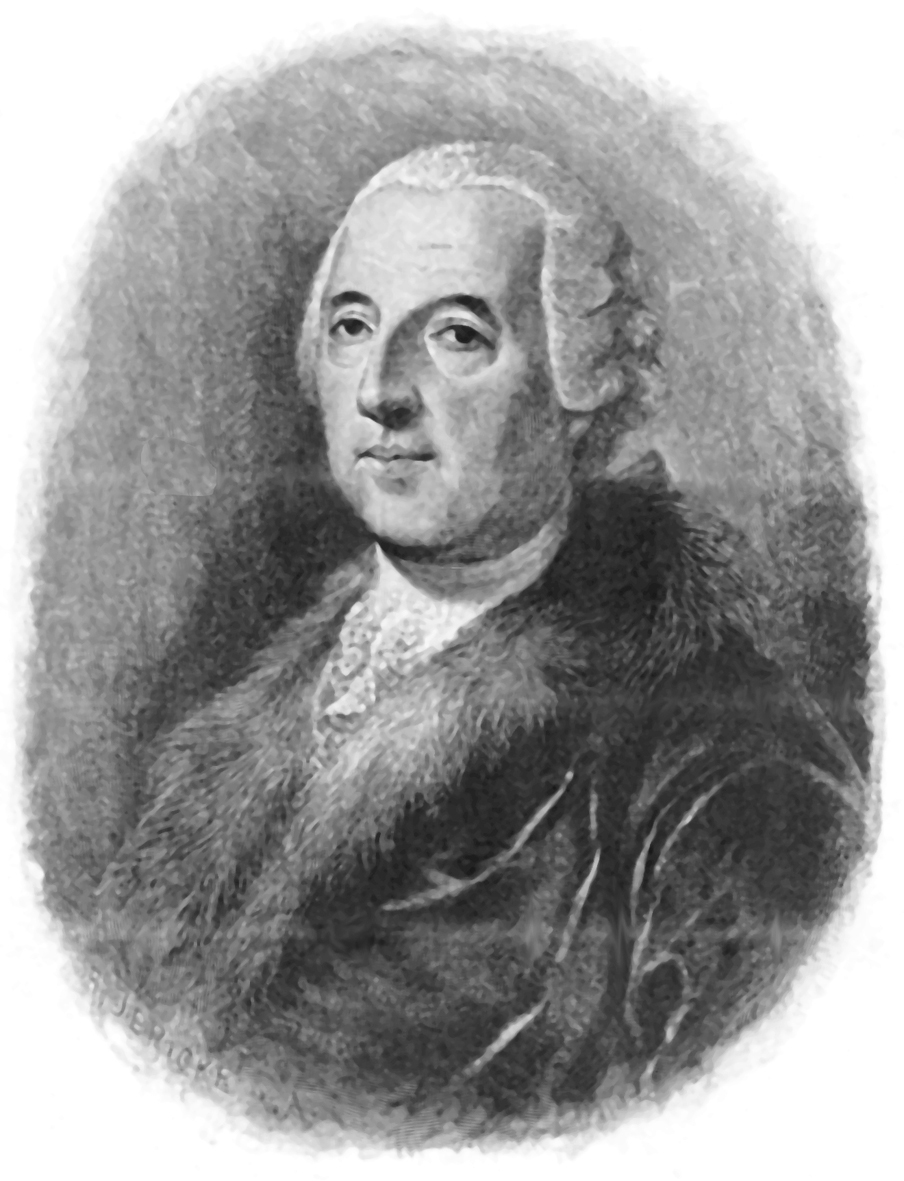
Báró Harruckern Ferenc (1696–1775), Harruckern János György fia
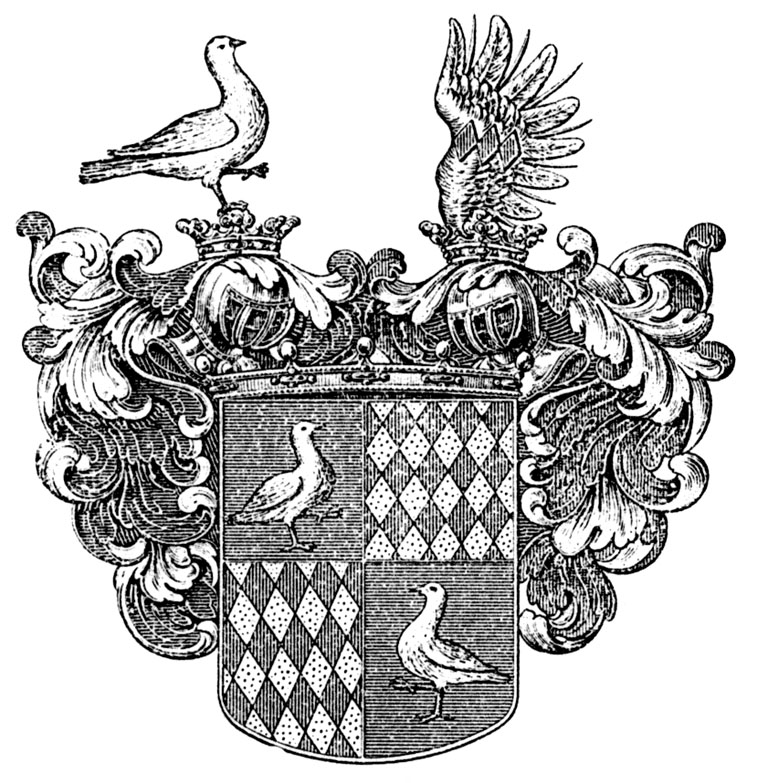
A Harruckern család magyar bárói címere
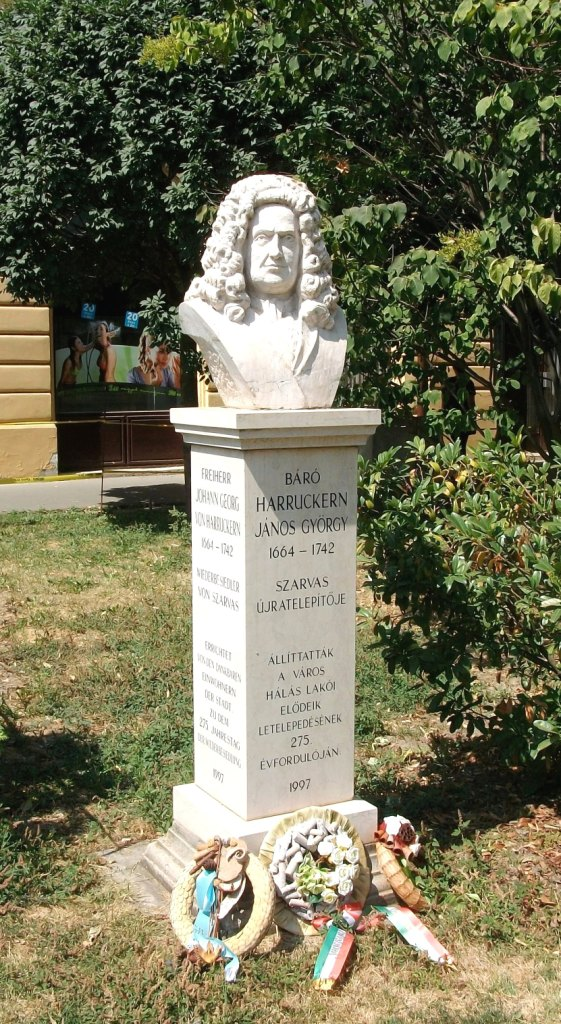
Mellszobra Szarvason

| Elődje: gr. Löwenburg Jakab | Békés vármegye főispánja 1729. május 22. – 1742. április 18. | Utódja: br. Harruckern Ferenc |

## Fordítás
Ez a szócikk részben vagy egészben  a   Johann Georg Haruckern című német Wikipédia-szócikk ezen változatának fordításán alapul.  Az eredeti cikk szerkesztőit annak laptörténete sorolja fel. Ez a jelzés csupán a megfogalmazás eredetét és a szerzői jogokat jelzi, nem szolgál a cikkben szereplő információk forrásmegjelöléseként.